# Nový rybník (Švihov)
Nový rybník  u Švihova o výměře vodní plochy 2,23 ha se nachází na západním okraji vesnice Švihov v okrese Chrudim. Po hrázi Nového rybníka vede silnice II. třídy ze Švihova do městečka Nasavrky. Rybník Kutín je historické vodní dílo, jehož vznik je doložen již před více než 300 lety. Kovárenský rybník spolu s okolní slatinnou loukou je registrovaným významným krajinným prvkem. 
Rybník je v současnosti využíván pro chov ryb.

## Galerie

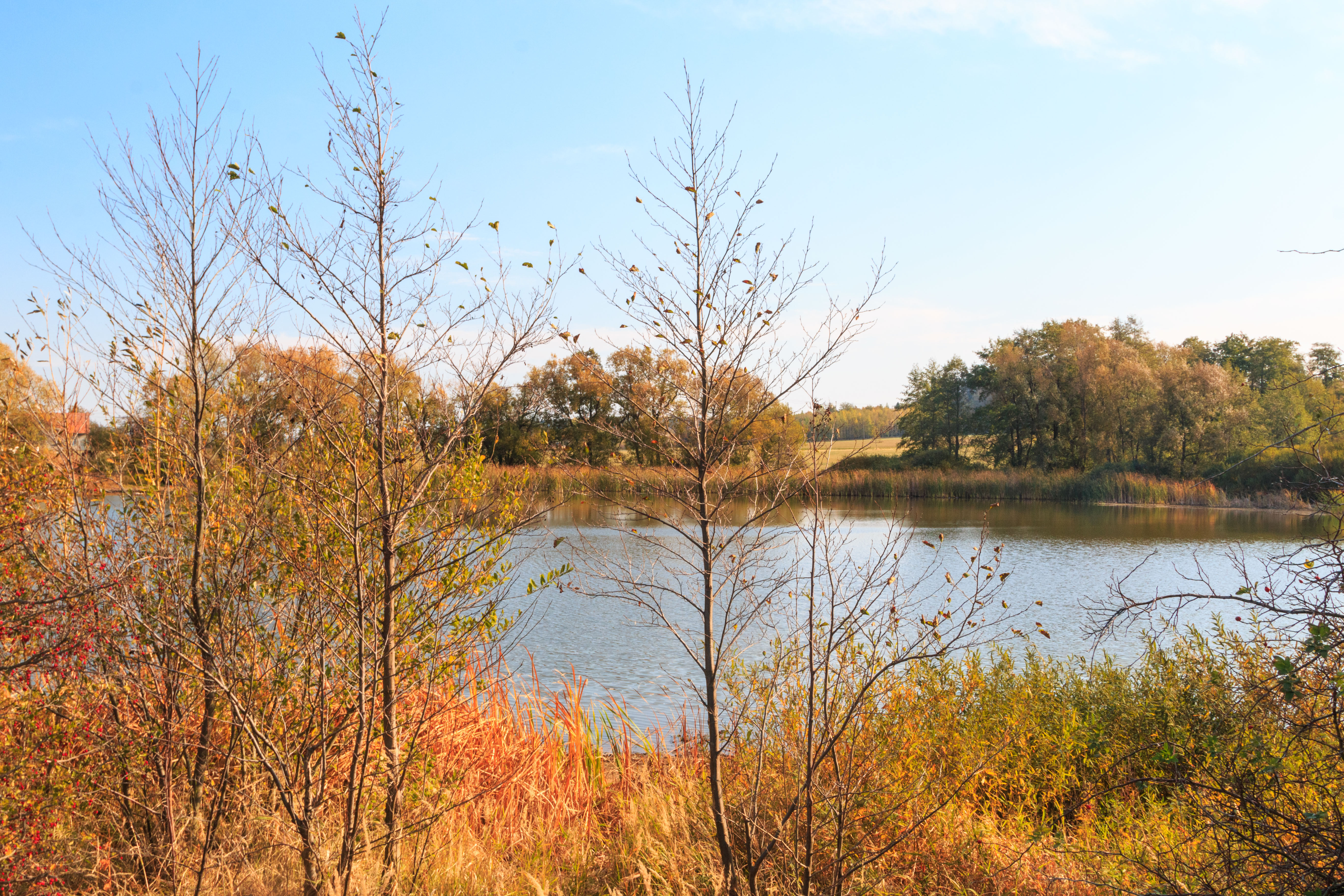
pohled na Nový rybník u Švihova
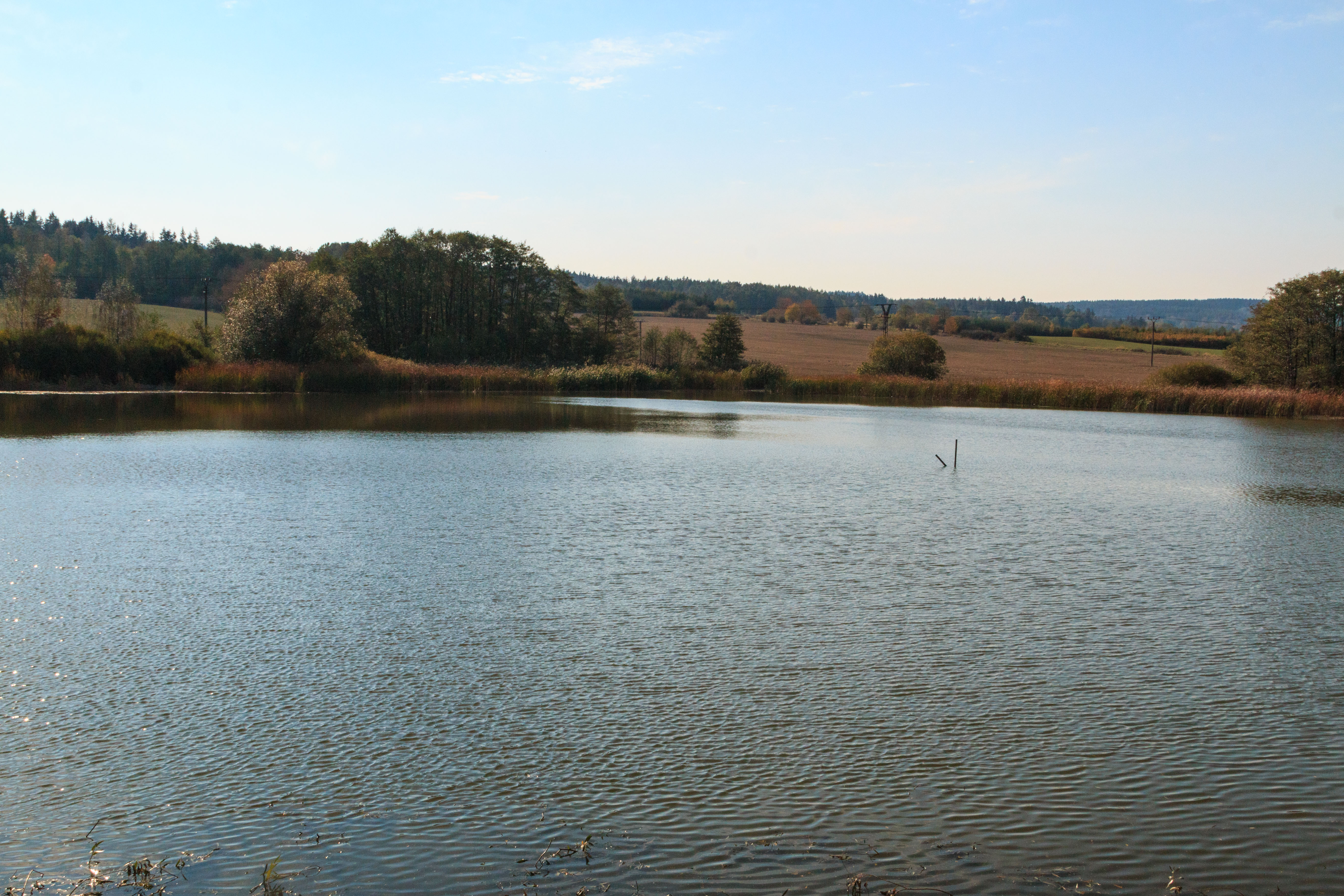
pohled na Nový rybník u Švihova
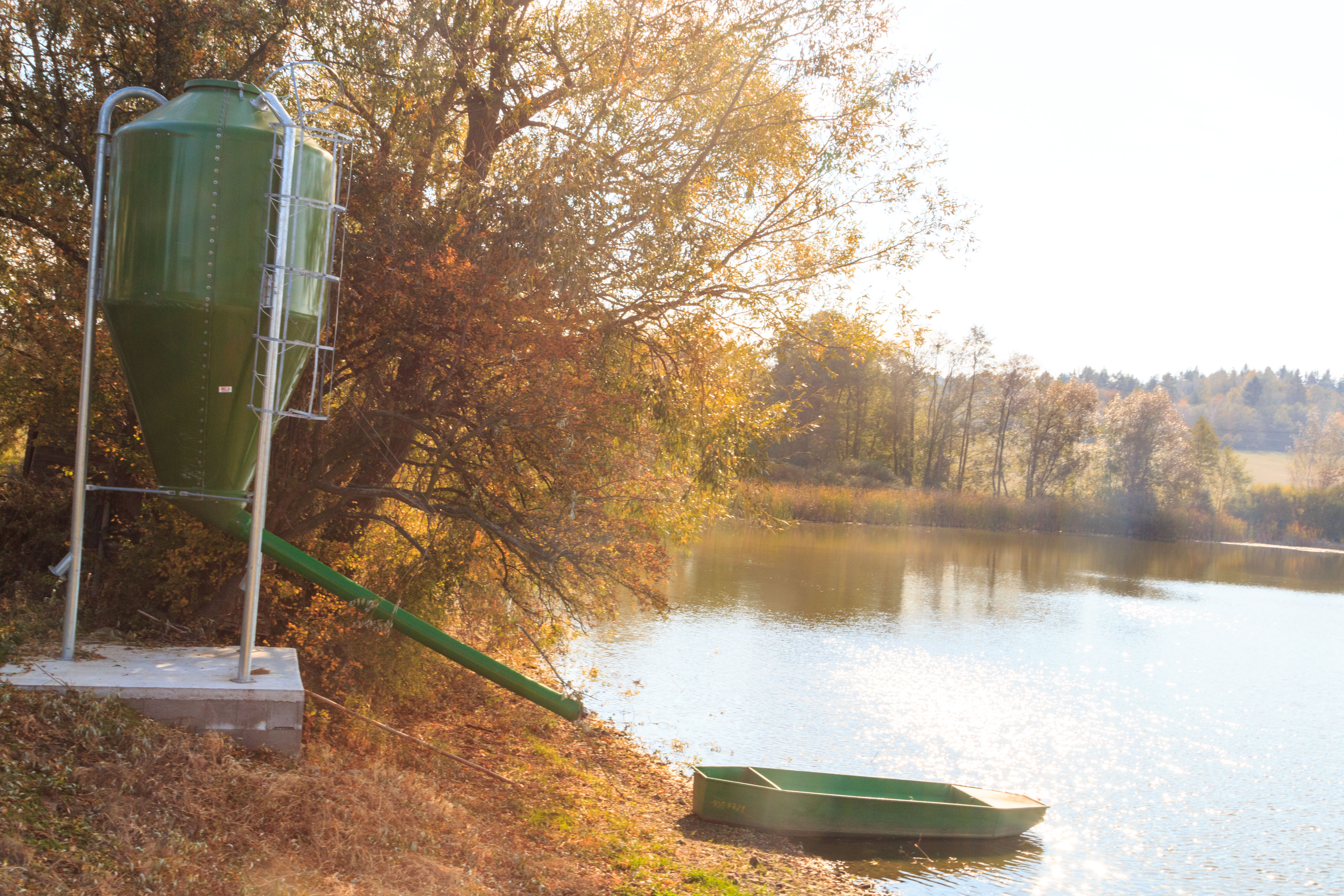
pohled na Nový rybník u Švihova